# Peralam
Peralam è una suddivisione dell'India, classificata come town panchayat, di 5.844 abitanti, situata nel distretto di Tiruvarur, nello stato federato del Tamil Nadu. In base al numero di abitanti la città rientra nella classe V (da 5.000 a 9.999 persone).

## Geografia fisica
La città è situata a 10° 58' 02 N e 79° 40' 16 E.

## Società

### Evoluzione demografica
Al censimento del 2001 la popolazione di Peralam assommava a 5.844 persone, delle quali 2.917 maschi e 2.927 femmine. I bambini di età inferiore o uguale ai sei anni assommavano a 602, dei quali 312 maschi e 290 femmine. Infine, coloro che erano in grado di saper almeno leggere e scrivere erano 4.692, dei quali 2.448 maschi e 2.244 femmine.